# Cortlandt (Nueva York)
Cortlandt es un pueblo ubicado en el condado de Westchester en el estado estadounidense de Nueva York. En el año 2000 tenía una población de 38,467 habitantes y una densidad poblacional de 374.4 personas por km².

## Geografía
Cortlandt se encuentra ubicado en las coordenadas 41°15′41″N 73°54′9″O / 41.26139, -73.90250. Según la Oficina del Censo, la ciudad tiene un área total de 129,9 km² (50,2 mi²), de la cual 102,7 km² (39,7 mi²) es tierra y 27,2 km² (10,5 mi²) (20.93%) es agua.

## Demografía
Según la Oficina del Censo en 2000 los ingresos medios por hogar en la localidad eran de $75,442, y los ingresos medios por familia eran $89,053. Los hombres tenían unos ingresos medios de $59,949 frente a los $41,115 para las mujeres. La renta per cápita para la localidad era de $33,432. Alrededor del 4.5% de la población estaban por debajo del umbral de pobreza.

## Localidades
- Buchanan – villa de Buchanan.
- Chimney Corners – aldea al norte de Croton-on-Hudson.
- Cortlandt Manor
- Valeria
- Croton-on-Hudson – villa de Croton-on-Hudson.
- Crugers – aldea de Cortlandt. Incluye la estación Cortlandt.
- Furnace Woods
- Lake Mohegan (no completamente en Cortlandt)
- Montrose – aldea de Cortlandt.
- Mount Airy
- Oscawana – Incluye Oscawana Island.
- Pleasantside
- Roe Park
- Teatown Lake Reservation
- Toddville
- Van Cortlandtville
- Verplanck – aldea de Cortlandt.
- Woodybrook